# 秋田県道196号坊沢鷹巣線
秋田県道196号坊沢鷹巣線（あきたけんどう196ごう ぼうさわたかのすせん）は、秋田県北秋田市を通る一般県道である。

## 概要
北秋田市坊沢から、国道7号の南側、JR東日本奥羽本線の北側を東方向へ走り、北秋田市綴子字柳中の秋田県道24号鷹巣川井堂川線交点までの約3キロメートルの短距離路線である。

### 路線データ

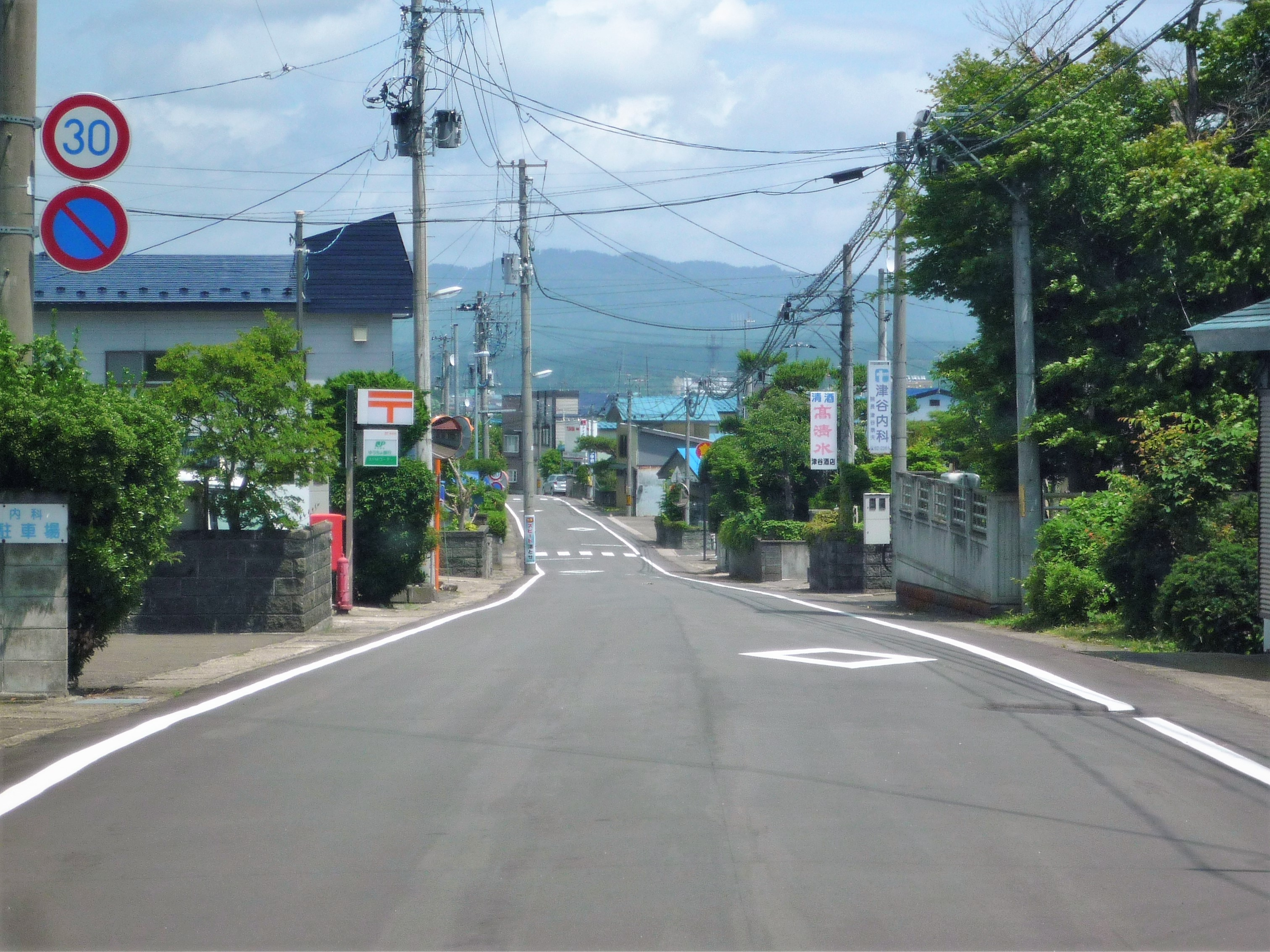
坊沢中心部

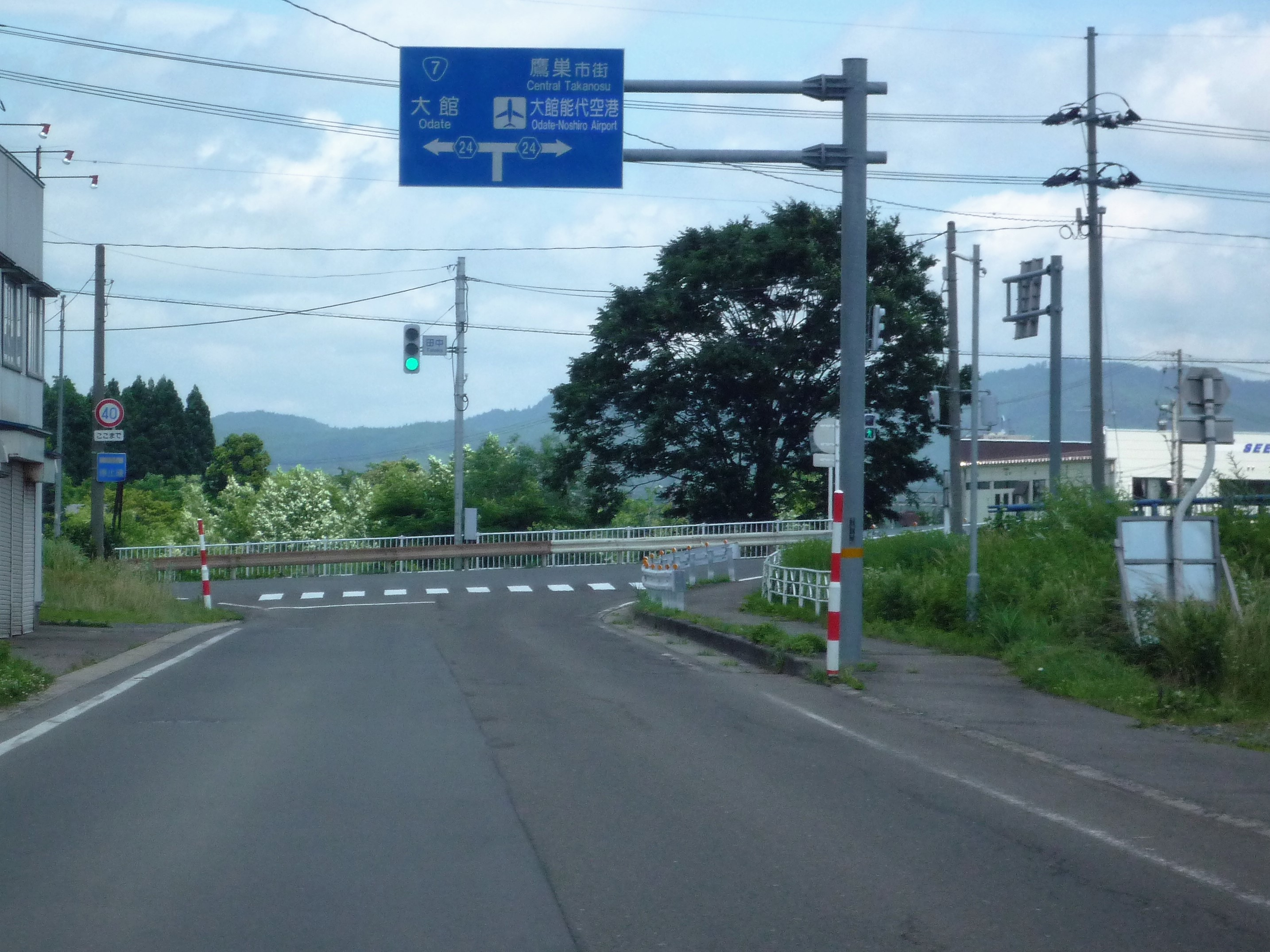
終点の田中交差点

- 総延長 : 2.978 km[2]
- 実延長 : 2.978 km[2]
- 起点 : 秋田県北秋田市坊沢字深沢114番1地先（国道7号交点）[3]北緯40度13分38.74秒 東経140度19分56.31秒
- 終点 : 秋田県北秋田市綴子字柳中2番2地先（田中交差点、秋田県道24号鷹巣川井堂川線交点）[3]北緯40度13分56秒 東経140度21分53.47秒
- 未供用区間 : なし[2]

## 歴史
- 1959年（昭和34年）2月17日 - 秋田県道に認定される[3]。

## 路線状況

### 冬期閉鎖区間
- なし[4]

### 交通不能区間
- なし[5]

## 地理
起点から約1kmの坊沢集落までは、旧国道7号だった区間である。

### 交差する道路
| 施設名     | 接続路線名                 | 備考 | 所在地             |
| ---------- | -------------------------- | ---- | ------------------ |
|            | 国道7号                    | 起点 | 北秋田市坊沢字深沢 |
| 田中交差点 | 秋田県道24号鷹巣川井堂川線 | 終点 | 北秋田市綴子字柳中 |

### 沿線の施設
- 永安寺
- 坊沢郵便局
- 鷹巣西駐在所
- 坊沢営農組合
- 胡桃館遺跡
- 鷹巣陸上競技場
- 北秋田市立鷹巣中学校
- 能代河川国道事務所鷹巣出張所